# رود وولخوف
رود وولخوف در شمال باختری کشور روسیه قرار گرفته است. این رود ۲۲۴ کیلومتر طول دارد و دو دریاچه لادوگا و ایلمن را به هم وصل می‌کند. 
شهر ولیکی نووگورود و شهرهای کوچک وولخوف، کیریشی، نوایا لادوگا و دهکدهٔ مهم و تاریخی استاریا لادوگا در مسیر این رود قرار دارند. این رود در سرتاسر مسیر قابل کشتیرانی می‌باشد.